# جبهة كاربي لونغري لتحرير تلال شمال كاشار
جبهة كابري لونغري لتحرير تلال شمال كاشار هي مجموعة عسكرية مركز عملياتها هي منطقتي كاربي أنغلونغ وديما هاساو (المعروفة بمنطقة تلال شمال كاشار) في أسام، الهند. ثونغ تيرون هو الأمين العام لجبهة كابري لونغري لتحرير تلال شمال كاشار. مقاومة كاربي لونغري الشعبية لتلال شمال كاشار هو الجناح العسكري للمنظمة. انبثقت جبهة كابري لونغري لتحرير تلال شمال كاشار عن التضامن الشعبي الديمقراطي المتحد، كفصيل ينتمي إليه رافض لمحادثات السلام. بعد هذا الانشقاق، انقسم التضامن الشعبي الديمقراطي المتحد إلى مجموعتين اثنتين دخلتا الحرب كمنظمتين منفصلتين.
في يوليو 2008، قدرت حكومة أسام عدد أعضاء جبهة كابري لونغري لتحرير تلال شمال كاشار بأنه يصل إلى 225. تتشارك أهداف جبهة كابري لونغري لتحرير تلال شمال كاشار إلى حد كبير مع الجبهة المتحدة لتحرير أسوم. 6 ديسمبر هو يوم تأسيس جبهة كاربي لونغري لتحرير تلال شمال كاشار.

## الأهداف
مطالب جبهة كاربي لونغري لتحرير تلال شمال كاشار متعلقة بقبائل كاربي وهي إعطاء حق تقرير المصير لشعب كاربي وذلك عن طريق منحه إدارة خاصة أو ذات حكم ذاتي.

## القيادة، الكوادر ومناطق العمليات
براديب تيرانغ المعروف باسم بونغبي ديلي هو ‘زعيم’ المنظمة. هار سينغ تيمونغ هو الأمين العام حتى 2 يناير 2005، حيث استقال من منصبه بعد خلافات خطيرة مع ‘رئيس الركان’ مين سينغ تاكبي المعروف باسم ويلينغسون تيمونغ. لادين رونغهاغن هو ‘الأمين الدعائي’ للمجموعة و ‘المسؤول عن الخلية الدعائية المركزية’ هو ثونغ تيرون المعروف باسم روبسينغ تيرون.